# Nova Air
Nova Air – nieistniejąca meksykańska linia lotnicza z siedzibą w mieście Meksyk.